# Polšina
Polšina je naselje v Občini Zagorje ob Savi.